# ساختمان آلومینیوم

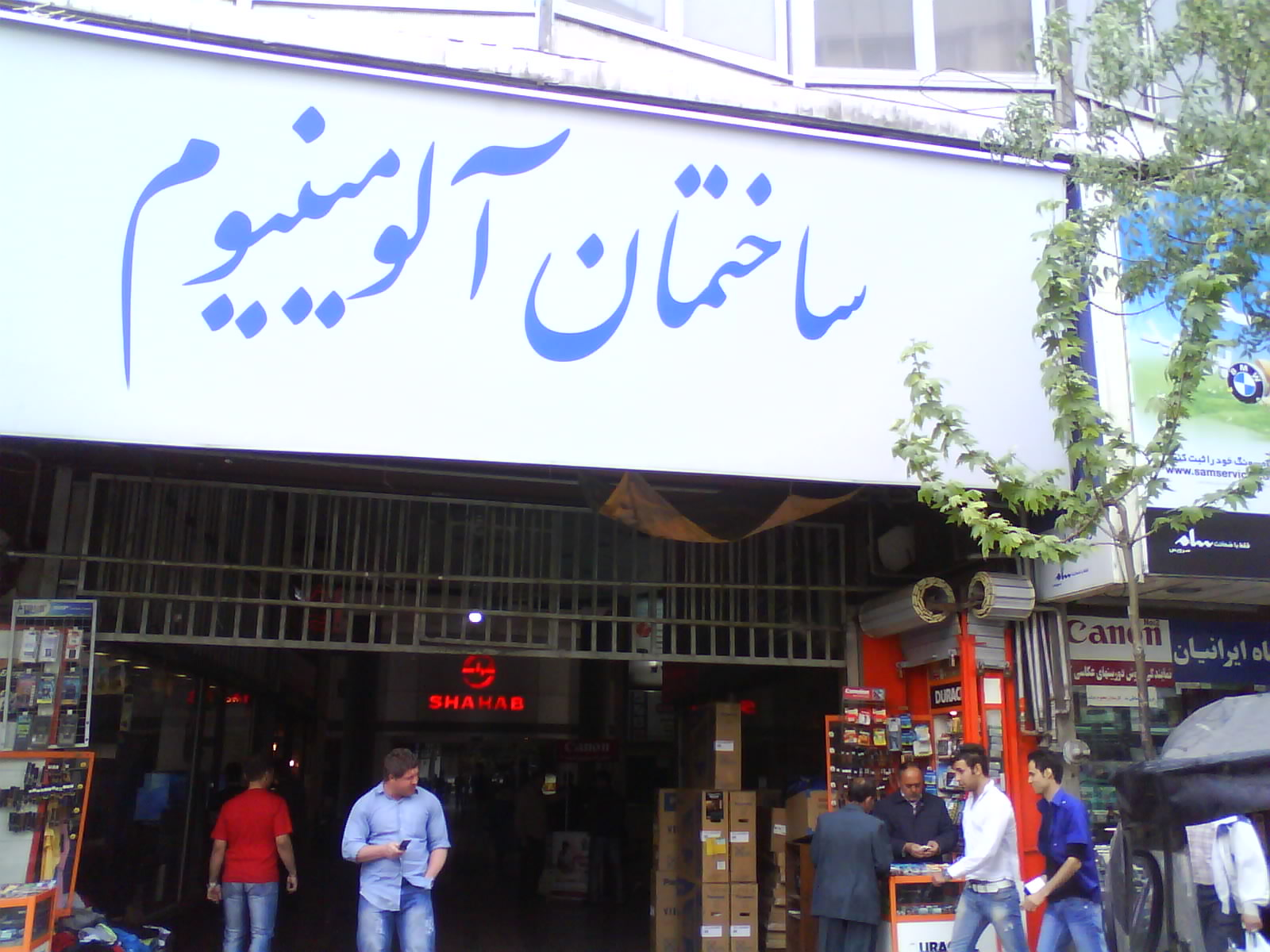

ساختمان آلومینیوم ساختمانی تجاری در خیابان جمهوری نرسیده به پل حافظ تهران است. این ساختمان ۱۳ طبقه که دارای اسکلت بتنی است در سال ۱۳۴۳ خورشیدی افتتاح شد. این ساختمان در زمان ساخت سومین بنای بلندمرتبه و دارای آسانسور در ایران بوده‌است. حدود ۶۰۰ واحد تجاری در این ساختمان فعالیت دارند.
ساختمان آلومینیوم به حبیب‌الله اِلقانیان، مالک کارخانجات صنایع پروفیل آلومینیوم ایران، پلاسکو و ساختمان پلاسکو تعلق داشت. این ساختمان پس از انقلاب توسط بنیاد مستضعفان انقلاب اسلامی مصادره شد و هم‌اکنون قسمت فروشگاه‌های آن به تعمیرگاه‌های ساعت و طبقات آن به موسسات کوچک اجاره داده شده‌است. در کنار این ساختمان فروشگاه‌های لوازم صوتی و تصویری، ساعت فروشی و لوازم خانگی وجود دارد.

## حادثه آتش‌سوزی
در صبح روز جمعه مورخ ۳ مهر ۱۳۹۴، حریق گسترده‌ای در این ساختمان رخ داد. حریق در طبقه چهارم پاساژ ۱۳ طبقه آلومینیوم رخ داده بود و شعله‌های آتش علاوه بر اینکه به طبقه بالا سرایت کرده در حال گسترش به دیگر واحدهای تجاری بود که با تلاش نیروی آتش‌نشانی  ، حریق مهار شد. این حریق که در ساعت ۵:۱۴ صبح گزارش شده بود در ساعت ۸:۴۰ صبح مهار شد. با توجه به تعطیل بودن ساختمان در روز جمعه این حادثه مورد مصدوم و فوتی نداشت.